# Јован Касијан
Свети Јован Касијан (лат: Johannes Cassianus; око 360 – 435) био је хришћански теолог којег славе и источна и западна црква због његових мистичких списа.

## Биографија
Јован Касијан је рођен око 360. године, од угледних и богатих родитеља. Претпостаљвља се да је место његовог рођења Мала Скитија у Добруџи (данашња Румунија), или Галска област, у околини Марсеља (данашњи југ Француске). Иако се не зна да ли је рођен на Истоку или на Западу, зна се да је Касијан био Латин који је одлично познавао грчки.
У младости је стекао одлично научно образовање. Изучивши световне науке, Јован се предаје на изучавање Светог писма. Како је од детињства растао и био васпитаван у хришћанском духу, Касијан је одмалена заволео богоугодан живот. Завршивши школу, са својим блиским пријатељем Германом кренуо је на ходочашће у Палестину, где је ступио у Витлејемски манастир и примио монаштво око 383. године. За време свог подвизавања у Витлејему, Јован Касијан и његов пријатељ Герман, упознаше многе пустињаке од којих чуше разне приче о славном подвижничком животу египатских пустињака. Те приче разбуктише жељу у њима за још већим подвигом, те се упутише ка пустињи египатској. У Египат стигоше око 390. године. Посећујући знамените подвижнике, како оне по пустињама, тако и по општежитељним манастирима, св. Касијан и Герман стигоше до египатског Скита, где упознаше велике оце Макарија и Пафнутија и многе друге богољубиве старце. Такође су обишли и Нитријску и Тиваидску пустињу. Са свим овим преподобним и искусним подвижницима они разговараху о богоугодном начину живота, и од њих преподобни Касијан купи „цвет аскетске духовности који ће касније ставити на папир“. Они су целих седам година провели тамо, живећи у скитовима, у келијама, у манастирима, међу отшелницима, у усамљености.

### Сусрет са Јованом Златоустим
Из Египта Касијан и Герман одлазе око 399. године, после избијања чувеног спора египатских монаха око Оригеновог учења, које су неки од монаха подржавали. Епископ Теофил Александријски поче тада прогонити оне монахе који су оригенисти. Притом он поверова неким клеветама, те из Египта протера и многе невине монахе који напустише египатску пустињу и пређоше у Палестину или Константинопољ. Са њима из Египта одоше и Касијан и Герман Јовану Златоустом, у Константинопољ, где овај епископоваше. Испитавши целу ствар Златоусти виде да су монаси Касијан и Герман невини. Тада их он рукоположи, Касијана у чин ђакона, а Германа, који беше старији, у чин презвитера. Златоусти, проповедник јеванђеља Христовог, постаде духовни учитељ Касијану који до краја живота неће престати да хвали мудрост и светост једног од највећих отаца Цркве, говорећи да све што зна - зна од Јована Златоуста.
Када Златоустог, уз помоћ царице Евдоксије, Теофил осуди 403. године, цар Аркадије га протера и нареди да се све његове присталице изгоне из Конастантинопоља. Св. Касијан је морао да напусти град. Кренувши за Рим 404. године, од константинопољског клера и народа доби писмо за папу Инокентија, у коме се клер и народ жаљаху папи на неправедно прогоњење њиховог архиепископа Јована. После овог напуштања Константинопоља, св. Касијан се више никад неће вратити на Исток.
Дошавши у Рим 405. године, Касијан остаје код папе Инокентија који га рукополаже у свештенички чин. За време боравка у Вечном граду он се спријатељио са чувеним ђаконом Лавом, потоњим епископом римским. Герман је умро у Риму, а Касијан је отишао у своју Галију и настанио се у Марсељу, око 416. године.

### Општежитељни манастир
На западу је Касијан наставио да живи подвижнички, по узору на египатске пустињаке. Глас о његовој светости и мудрости се брзо раширио па су се око њега, један за другим, сабирали ученици и убрзо се од њих образова читав манастир. У непосредној близини је основан још један женски општежитељни манастир. Ови манастири су основани и уређени по узору на источњачка општетија.

### Смрт
Касијан је преминуо 435. године. Његове мошти почивају у манастиру Св. Виктора код Марсеља, који је он основао. Православна црква његов спомен слави 29. фебруара.

## Дела
Његови списи су бисери аскетске књижевности, уврштени све значајније монашке зборнике (Старечник, Добротољубље, Волинослов...).
Његова најзначајнија дела су: 
- О опитежитељним установама (манастирима) и о осам главних мана и лекова за њих, у 12 књига, и *Наговори Отаца, у 24 књиге.
- О оваплаћењу Господњем, догматски спис написан против јеретика Несторија, у 7 књига; дело је написано на молбу ђакона Лава, потоњег папе римског.

У првом делу прве књиге говори о обичајима палестинских и коптских монаха, о слављену божанског часослова, о методу примања нових монаха и о крепостима које су им потребне. У другом делу говори о осам главних страсти (мана): стомакоугађању, блуду, среброљубљу, гњеву, тузи, унинију (очајању), таштини и гордости.